# Macedonia del Norte en los Juegos Olímpicos de Tokio 2020
Macedonia del Norte estuvo representada en los Juegos Olímpicos de Tokio 2020 por un total de 8 deportistas que compitieron en 7 deportes. Responsable del equipo olímpico fue el Comité Olímpico Macedonio, así como las federaciones deportivas nacionales de cada deporte con participación.
El portador de la bandera en la ceremonia de apertura fue el practicante de taekwondo Deyan Gueorguievski.

## Medallistas
El equipo olímpico de Macedonia obtuvo las siguientes medallas:
| Nombre              | Deporte   | Competición |
| ------------------- | --------- | ----------- |
| Oro                 |           |             |
| —                   |           |             |
| Plata               |           |             |
| Deyan Gueorguievski | Taekwondo | +80 kg M    |
| Bronce              |           |             |
| —                   |           |             |